# Alfonso Domínguez
Alfonso Enrique Domínguez Maidana (Durazno, 24 settembre 1965) è un ex calciatore uruguaiano, di ruolo difensore.

## Palmarès

### Club

#### Competizioni nazionali
- Campionato uruguaiano: 2

Penarol: 1985, 1986
- Liguilla Pre-Libertadores de América: 1

Nacional: 1996

#### Competizioni internazionali
- Coppa Libertadores: 1

Penarol: 1987

### Nazionale
- Coppa America: 1

1987

### Individuale
- Equipo Ideal de América: 3

1987, 1988, 1989